# Вебли Краљевске Ирске Полиције
Вебли Краљевске Ирске Полиције (енгл. Webley Royal Irish Constabulary revolver, скраћено Webly RIC), рани британски револвер остраган на сједињену муницију са централним паљењем. Један од првих британских револвера са сједињеним метком и један од најпопуларнијих револвера свог времена.

## Историја
Британски произвођачи оружја Филип Вебли и син из Бирмингема произвели су своје прве револвере раписларе још 1853. са ограниченим успехом, због популарности револвера Адамс у то време. Преузимајући у то време нову технологију сједињених метака са металном чахуром са централним паљењем, Вебли је произвео прве револвере острагане већ 1867. Они су одмах постали популарни међу официрима британске војске, од којих се у то време очекивало да набаве сопствено оружје (мачеве и пиштоље) о свом трошку, као веома чврсто, компактно и поуздано оружје. Они су били први популарни Веблијев производ који је фирму учинио познатом. Због свог квалитета остали су у производњи више од 30 година.
Године 1868. формирана је Краљевска ирска полиција као паравојна формација наоружана карабинима и револверима. Пошто је револвер Вебли усвојен као њихово прво службено оружје, након тога је остао познат као револвер Краљевске ирске полиције.

## Карактеристике

### Вебли РИЦ модел 1
Направљен 1867. за метке са централним паљењем калибра 0,442 инча, био је то један од најранијих британских револвера са сједињеним метком. Револвер са затвореним рамом (из једног дела), са округлом цеви ушрафљеном у рам и једноделном дрвеном дршком коју држе два вертикална завртња. Предњи нишан је урезан, углавном полукружни, док је задњи нишан дугачак жлеб у облику латиничног слова В на горњој траци изнад цилиндра. Има капију за пуњење са шарком на дну која се отвара бочно, коју држи равна опруга. Добош са 6 метака је гладак у раним моделима, док је у каснијим моделима био изрезбарен да би се постигло мало смањење тежине. Шипка за избацивање чаура је монтирана на јарму испод цеви и већим делом увичена у шупљу осовину добоша, тако да се по потреби може извући и окренути удесно. Када је шипка за избацивање извучена, цилиндар се може скинути након повлачења осовине напред. Револвер има окидач двоструког дејства.
Ови револвери су се правили у различитим калибрима, али не мањим од 0,410 инча (10,4 мм). Били су нашироко коришћени широм Британске империје и копирани у разним европским земљама. Године 1872. произведен је џепни модел (калибра 0,442 инча) са цеви од 2,5 инча, који је био претеча чувених револвера Булдог.

### Вебли РИЦ модел 2
Произведен од 1872. године, нешто мањи (210 мм дуг, цев 89 мм) и лакши (0,76 кг) модел, са истим општим карактеристикама. Прављени су у разним калибрима, од 0,320 и 0,380 до 0,450 инча. Службени (војни) револвери су били са 6 метака, али су и мањи цивилни модели са 5 метака такође били веома популарни.

## Употреба у борби
Ове револвере су масовно користили британски официри и коњаници у Англо-Зулу рату (1879). Практична употреба у борби показала је да су били ефикасни само на удаљености мањој од 25 јарди.